# Список наград и номинаций фильма «Джанго освобождённый»
«Джа́нго освобождённый» (англ. Django Unchained) — американский художественный фильм 2012 года в жанре вестерн. Фильм был снят компаниями Columbia Pictures и A Band Apart и распространён студиями The Weinstein Company (США) и Sony Pictures Releasing (международный прокат). Режиссёром и сценаристом выступил Квентин Тарантино. В фильме приняли участие актёры Джейми Фокс, Кристоф Вальц, Леонардо Ди Каприо, Сэмюэл Л. Джексон, Керри Вашингтон, Дон Джонсон, Уолтон Гоггинс, Деннис Кристофер, Джеймс Ремар и Джеймс Руссо. По сюжету, раб по имени Джанго освобождается из рабства с помощью доктора Шульца, вместе с ним становится охотником за головами и пытается освободить из рабства свою жену.
Премьера фильма «Джанго освобождённый» состоялась 25 декабря 2012 года в США, а 18 января в Великобритании. Бюджет фильма составил 100 млн долларов США, при этом фильм собрал $ 426 млн по всему миру. На сайте-агрегаторе рецензий Rotten Tomatoes фильм получил рейтинг одобрения 87 % на основе 298 отзывов со средней оценкой 8/10. На сайте Metacritic средневзвешенная оценка фильма составляет 81 балл из 100 на основе 42 рецензий, что означает «всеобщее признание». Зрители, опрошенные CinemaScore, поставили фильму среднюю оценку «A−» по шкале от «A+» до «F».
Фильм «Джанго освобождённый» были удостоен множества наград и номинаций. На 85-й церемонии вручения премии «Оскар», фильм победил в двух категориях из пяти — «Лучшая мужская роль второго плана» и «Лучший оригинальный сценарий». На 70-й церемонии вручения премии «Золотой глобус», фильм одержал победу в категориях «Лучший сценарий» и «Лучший актёр второго плана». Фильм также получил премию BAFTA в категориях «Лучший оригинальный сценарий» и «Лучшая мужская роль второго плана», а также премию «Давид ди Донателло» в категории «Лучший иностранный фильм». На 39-й церемонии вручения премии «Сатурн», фильм победил в категории «Лучший сценарий». Фильм был номинирован, но не не смог одержать победу в премиях «Аманда», «Бодиль», «Сезар», «Империя», «Таурус» и «Грэмми». На 2-й церемонии вручения премии AACTA, фильм смог одержать победу в категории «Лучший сценарий». Он также получил премию Ассоциации афроамериканских кинокритиков, а Американский институт киноискусства внёс фильм в «Топ-10 лучших фильмов года».

## Награды и номинации
| Награда                                              | Дата церемонии вручения | Категория                                                      | Получатель(-и)                                                    | Результат | Прим.         |
| ---------------------------------------------------- | ----------------------- | -------------------------------------------------------------- | ----------------------------------------------------------------- | --------- | ------------- |
| «Аманда»                                             | 16 августа 2012         | «Лучший иностранный художественный фильм»                      | «Джанго освобождённый»                                            | Номинация | [ 13 ]        |
| Награды Голливудского кинофестиваля                  | 22 октября 2012         | «Сценарист года»                                               | Квентин Тарантино                                                 | Победа    | [ 14 ]        |
| Награды Национального совета кинокритиков США        | 5 декабря 2012          | «Лучший фильм»                                                 | «Джанго освобождённый»                                            | Номинация | [ 15 ]        |
| Награды Национального совета кинокритиков США        | 5 декабря 2012          | «Лучшая мужская роль второго плана»                            | Леонардо Ди Каприо                                                | Победа    | [ 15 ]        |
| Награды Общества кинокритиков Бостона                | 9 декабря 2012          | «Лучшая мужская роль второго плана»                            | Кристоф Вальц                                                     | Номинация | [ 16 ]        |
| Награды Ассоциации кинокритиков Лос-Анджелеса        | 9 декабря 2012          | «Лучшая мужская роль второго плана»                            | Кристоф Вальц                                                     | Номинация | [ 17 ]        |
| Награды Американского института киноискусства        | 10 декабря 2012         | «Топ-10 лучших фильмов года»                                   | «Джанго освобождённый»                                            | Победа    | [ 18 ]        |
| Награды Ассоциации кинокритиков Вашингтона           | 10 декабря 2012         | «Лучший оригинальный сценарий»                                 | Квентин Тарантино                                                 | Номинация |               |
| Награды Ассоциации кинокритиков Вашингтона           | 10 декабря 2012         | «Лучшая мужская роль второго плана»                            | Леонардо Ди Каприо                                                | Номинация | [ 19 ]        |
| Награды Общества кинокритиков Сан-Диего              | 11 декабря 2012         | «Лучшая операторская работа»                                   | Роберт Бридж Ричардсон                                            | Номинация | [ 20 ]        |
| Награды Общества кинокритиков Сан-Диего              | 11 декабря 2012         | «Лучшее выступление актёрского ансамбля»                       | «Джанго освобождённый»                                            | Номинация | [ 20 ]        |
| Награды Общества кинокритиков Сан-Диего              | 11 декабря 2012         | «Лучший фильм»                                                 | «Джанго освобождённый»                                            | Номинация | [ 20 ]        |
| Награды Общества кинокритиков Сан-Диего              | 11 декабря 2012         | «Лучший оригинальный сценарий»                                 | Квентин Тарантино                                                 | Номинация | [ 20 ]        |
| Награды Общества кинокритиков Сан-Диего              | 11 декабря 2012         | «Лучшая мужская роль второго плана»                            | Кристоф Вальц                                                     | Победа    | [ 20 ]        |
| Награды Ассоциации афроамериканских кинокритиков     | 16 декабря 2012         | «Топ 10 лучших фильмов»                                        | «Джанго освобождённый»                                            | Победа    | [ 21 ]        |
| Награды Ассоциации кинокритиков Чикаго               | 17 декабря 2012         | «Лучший оригинальный сценарий»                                 | Квентин Тарантино                                                 | Номинация | [ 22 ]        |
| Награды Ассоциации кинокритиков Чикаго               | 17 декабря 2012         | «Лучшая мужская роль второго плана»                            | Леонардо Ди Каприо                                                | Номинация | [ 22 ]        |
| Награды Ассоциации кинокритиков Сент-Луиса           | 17 декабря 2012         | «Лучшая операторская работа»                                   | Роберт Бридж Ричардсон                                            | Номинация | [ 23 ]        |
| Награды Ассоциации кинокритиков Сент-Луиса           | 17 декабря 2012         | «Лучшая режиссура»                                             | Квентин Тарантино                                                 | Номинация | [ 23 ]        |
| Награды Ассоциации кинокритиков Сент-Луиса           | 17 декабря 2012         | «Лучший сценарий»                                              | Квентин Тарантино                                                 | Номинация | [ 23 ]        |
| Награды Ассоциации кинокритиков Сент-Луиса           | 17 декабря 2012         | «Лучшая мужская роль»                                          | Джейми Фокс                                                       | Номинация | [ 23 ]        |
| Награды Ассоциации кинокритиков Сент-Луиса           | 17 декабря 2012         | «Лучшая музыка»                                                | «Джанго освобождённый»                                            | Победа    | [ 23 ]        |
| Награды Ассоциации кинокритиков Сент-Луиса           | 17 декабря 2012         | «Лучший фильм»                                                 | «Джанго освобождённый»                                            | Номинация | [ 23 ]        |
| Награды Ассоциации кинокритиков Сент-Луиса           | 17 декабря 2012         | «Лучшая сцена»                                                 | «Джанго освобождённый»                                            | Победа    | [ 23 ]        |
| Награды Ассоциации кинокритиков Сент-Луиса           | 17 декабря 2012         | «Лучшая мужская роль второго плана»                            | Кристоф Вальц                                                     | Победа    | [ 23 ]        |
| Награды Ассоциации кинокритиков Остина               | 18 декабря 2012         | «Лучшая мужская роль второго плана»                            | Кристоф Вальц                                                     | Победа    | [ 24 ]        |
| Награды Ассоциации кинокритиков Далласа и Форт-Уэрта | 18 декабря 2012         | «Лучшая мужская роль второго плана»                            | Кристоф Вальц                                                     | Номинация |               |
| Награды Ассоциации кинокритиков Далласа и Форт-Уэрта | 18 декабря 2012         | «Лучший сценарий»                                              | Квентин Тарантино                                                 | Номинация | [ 25 ]        |
| Награды Общества кинокритиков Хьюстона               | 5 января 2013           | «Лучшая режиссура»                                             | Квентин Тарантино                                                 | Номинация | [ 26 ]        |
| Награды Общества кинокритиков Хьюстона               | 5 января 2013           | «Лучший фильм»                                                 | «Джанго освобождённый»                                            | Номинация | [ 26 ]        |
| Премия Альянса женщин-киножурналистов                | 7 января 2013           | «Лучший актёр в роли второго плана»                            | Кристоф Вальц                                                     | Номинация | [ 27 ]        |
| Награды Общества онлайн-кинокритиков                 | 7 января 2013           | «Лучшая мужская роль второго плана»                            | Кристоф Вальц                                                     | Номинация | [ 28 ]        |
| Награды Ассоциации кинокритиков Ванкувера            | 7 января 2013           | «Лучшая мужская роль второго плана»                            | Кристоф Вальц                                                     | Номинация |               |
| Награды Ассоциации кинокритиков Ванкувера            | 7 января 2013           | «Лучший сценарий»                                              | Квентин Тарантино                                                 | Номинация | [ 29 ]        |
| Награды Ассоциации кинокритиков вещания              | 10 января 2013          | «Лучший сценарий»                                              | Квентин Тарантино                                                 | Победа    | [ 30 ] [ 31 ] |
| Награды Ассоциации кинокритиков вещания              | 10 января 2013          | «Лучший фильм»                                                 | «Джанго освобождённый»                                            | Номинация | [ 30 ] [ 31 ] |
| «Золотой глобус»                                     | 13 января 2013          | «Лучшая режиссура»                                             | Квентин Тарантино                                                 | Номинация | [ 32 ] [ 33 ] |
| «Золотой глобус»                                     | 13 января 2013          | «Лучший сценарий»                                              | Квентин Тарантино                                                 | Победа    | [ 32 ] [ 33 ] |
| «Золотой глобус»                                     | 13 января 2013          | «Лучший фильм — драма»                                         | «Джанго освобождённый»                                            | Номинация | [ 32 ] [ 33 ] |
| «Золотой глобус»                                     | 13 января 2013          | «Лучший актёр второго плана»                                   | Леонардо Ди Каприо                                                | Номинация | [ 32 ] [ 33 ] |
| «Золотой глобус»                                     | 13 января 2013          | «Лучший актёр второго плана»                                   | Кристоф Вальц                                                     | Победа    | [ 32 ] [ 33 ] |
| Награды Ассоциации кинокритиков штата Джорджия       | 18 января 2013          | «Лучший ансамбль»                                              | «Джанго освобождённый»                                            | Номинация | [ 34 ]        |
| Награды Ассоциации кинокритиков штата Джорджия       | 18 января 2013          | «Лучшая оригинальная песня»                                    | «Ancora qui» — Эннио Морриконе и Элиза Тоффоли                    | Номинация | [ 34 ]        |
| Награды Ассоциации кинокритиков штата Джорджия       | 18 января 2013          | «Лучшая мужская роль второго плана»                            | Сэмюэл Л. Джексон                                                 | Номинация | [ 34 ]        |
| Награды Ассоциации кинокритиков штата Джорджия       | 18 января 2013          | «Лучшая мужская роль второго плана»                            | Кристоф Вальц                                                     | Номинация | [ 34 ]        |
| Премия Лондонской ассоциации кинокритиков            | 20 января 2013          | «Сценарист года»                                               | Квентин Тарантино                                                 | Номинация | [ 35 ]        |
| AACTA                                                | 26 января 2013          | «Лучший сценарий»                                              | Квентин Тарантино                                                 | Победа    | [ 36 ]        |
| Премия Гильдии продюсеров США                        | 26 января 2013          | «Лучший театральный фильм»                                     | Реджинальд Хадлин, Стейси Шер и Пилар Савоне                      | Номинация | [ 37 ]        |
| Премия NAACP Image                                   | 1 февраля 2013          | «Выдающаяся мужская роль в кинофильме»                         | Джейми Фокс                                                       | Номинация | [ 38 ] [ 39 ] |
| Премия NAACP Image                                   | 1 февраля 2013          | «Лучший фильм»                                                 | «Джанго освобождённый»                                            | Номинация | [ 38 ] [ 39 ] |
| Премия NAACP Image                                   | 1 февраля 2013          | «Выдающаяся мужская роль второго плана в кинофильме»           | Сэмюэл Л. Джексон                                                 | Победа    | [ 38 ] [ 39 ] |
| Премия NAACP Image                                   | 1 февраля 2013          | «Выдающаяся женская роль второго плана в кинофильме»           | Керри Вашингтон                                                   | Победа    | [ 38 ] [ 39 ] |
| Премия Гильдии художников-постановщиков США          | 2 февраля 2013          | «Выдающиеся достижения в области дизайна исторического фильма» | Дж. Майкл Рива                                                    | Номинация | [ 40 ]        |
| Кинопремия Black Reel                                | 7 февраля 2013          | «Лучшая мужская роль»                                          | Джейми Фокс                                                       | Номинация | [ 41 ] [ 42 ] |
| Кинопремия Black Reel                                | 7 февраля 2013          | «Лучший ансамбль»                                              | «Джанго освобождённый» — Виктория Томас                           | Победа    | [ 41 ] [ 42 ] |
| Кинопремия Black Reel                                | 7 февраля 2013          | «Лучший фильм»                                                 | «Джанго освобождённый»                                            | Номинация | [ 41 ] [ 42 ] |
| Кинопремия Black Reel                                | 7 февраля 2013          | «Лучшая оригинальная или адаптированная песня»                 | «Who Did That to You» — Джон Ледженд и Пол Эпуорт                 | Победа    | [ 41 ] [ 42 ] |
| Кинопремия Black Reel                                | 7 февраля 2013          | «Лучшая мужская роль второго плана»                            | Сэмюэл Л. Джексон                                                 | Победа    | [ 41 ] [ 42 ] |
| Кинопремия Black Reel                                | 7 февраля 2013          | «Лучшая женская роль второго плана»                            | Керри Вашингтон                                                   | Номинация | [ 41 ] [ 42 ] |
| BAFTA                                                | 10 февраля 2013         | «Лучшая режиссура»                                             | Квентин Тарантино                                                 | Номинация | [ 43 ] [ 44 ] |
| BAFTA                                                | 10 февраля 2013         | «Лучший оригинальный сценарий»                                 | Квентин Тарантино                                                 | Победа    | [ 43 ] [ 44 ] |
| BAFTA                                                | 10 февраля 2013         | «Лучший монтаж»                                                | Фред Раскин                                                       | Номинация | [ 43 ] [ 44 ] |
| BAFTA                                                | 10 февраля 2013         | «Лучший звук»                                                  | Марк Улано, Майкл Минклер, Тони Ламберти, Уайли Стэйтмен          | Номинация | [ 43 ] [ 44 ] |
| BAFTA                                                | 10 февраля 2013         | «Лучшая мужская роль второго плана»                            | Кристоф Вальц                                                     | Победа    | [ 43 ] [ 44 ] |
| Motion Picture Sound Editors                         | 17 февраля 2013         | «Лучшая музыка в полнометражном фильме»                        | «Джанго освобождённый»                                            | Номинация | [ 45 ]        |
| Motion Picture Sound Editors                         | 17 февраля 2013         | «Лучшие звуковые эффекты и фоулинг в полнометражном фильме»    | «Джанго освобождённый»                                            | Номинация | [ 45 ]        |
| «Оскар»                                              | 24 февраля 2013         | «Лучший фильм»                                                 | Стейси Шер, Реджинальд Хадлин и Пилар Савоне                      | Номинация | [ 46 ] [ 47 ] |
| «Оскар»                                              | 24 февраля 2013         | «Лучшая мужская роль второго плана»                            | Кристоф Вальц                                                     | Победа    | [ 46 ] [ 47 ] |
| «Оскар»                                              | 24 февраля 2013         | «Лучший оригинальный сценарий»                                 | Квентин Тарантино                                                 | Победа    | [ 46 ] [ 47 ] |
| «Оскар»                                              | 24 февраля 2013         | «Лучшая операторская работа»                                   | Роберт Ричардсон                                                  | Номинация | [ 46 ] [ 47 ] |
| «Оскар»                                              | 24 февраля 2013         | «Лучший звуковой монтаж»                                       | Уайли Стэйтмен                                                    | Номинация | [ 46 ] [ 47 ] |
| «Империя»                                            | 24 марта 2013           | «Лучшая мужская роль»                                          | Кристоф Вальц                                                     | Номинация | [ 48 ]        |
| «Империя»                                            | 24 марта 2013           | «Лучшая режиссура»                                             | Квентин Тарантино                                                 | Номинация | [ 48 ]        |
| «Империя»                                            | 24 марта 2013           | «Лучший фильм»                                                 | «Джанго освобождённый»                                            | Номинация | [ 48 ]        |
| MTV Movie & TV Awards                                | 14 апреля 2013          | «Лучший бой»                                                   | Джейми Фокс против прихвостней Кэндиленда                         | Номинация | [ 49 ] [ 50 ] |
| MTV Movie & TV Awards                                | 14 апреля 2013          | «Лучший поцелуй»                                               | Керри Вашингтон и Джейми Фокс                                     | Номинация | [ 49 ] [ 50 ] |
| MTV Movie & TV Awards                                | 14 апреля 2013          | «Лучшая мужская роль»                                          | Джейми Фокс                                                       | Номинация | [ 49 ] [ 50 ] |
| MTV Movie & TV Awards                                | 14 апреля 2013          | «Лучший экранный дуэт»                                         | Леонардо Ди Каприо и Сэмюэл Л. Джексон                            | Номинация | [ 49 ] [ 50 ] |
| MTV Movie & TV Awards                                | 14 апреля 2013          | «Лучший злодей»                                                | Леонардо Ди Каприо                                                | Номинация | [ 49 ] [ 50 ] |
| MTV Movie & TV Awards                                | 14 апреля 2013          | «Лучший WTF момент»                                            | Курение Кэндиленда                                                | Победа    | [ 49 ] [ 50 ] |
| MTV Movie & TV Awards                                | 14 апреля 2013          | «Фильм года»                                                   | «Джанго освобождённый»                                            | Номинация | [ 49 ] [ 50 ] |
| «Золотой трейлер»                                    | 3 мая 2013              | «Лучший постер к боевику»                                      | «Джанго освобождённый» — The Weinstein Company, Ignition Creative | Номинация | [ 51 ]        |
| «Золотой трейлер»                                    | 3 мая 2013              | «Лучшая зарубежная графика в трейлере»                         | «International» — Columbia Pictures, Greenhaus GFX                | Номинация | [ 51 ]        |
| «Золотой трейлер»                                    | 3 мая 2013              | «Лучшая музыка»                                                | «Justice» — The Weinstein Company, Ignition Creative              | Номинация | [ 51 ]        |
| «Золотой трейлер»                                    | 3 мая 2013              | «Лучший музыкальный телевизионный ролик»                       | «Unchained BET» — The Weinstein Company, Ignition Creative        | Победа    | [ 51 ]        |
| «Золотой трейлер»                                    | 3 мая 2013              | «Самый оригинальный трейлер»                                   | «Who Did That?» — The Weinstein Company, Trailer Park, Inc.       | Номинация | [ 51 ]        |
| «Таурус»                                             | 15 мая 2013             | «Лучший специальный трюк»                                      | Взрыв вагона                                                      | Номинация | [ 52 ]        |
| «Таурус»                                             | 15 мая 2013             | «Лучший координатор каскадёров и/или режиссёр второго блока»   | Джефф Дашнау                                                      | Номинация | [ 52 ]        |
| «Давид ди Донателло»                                 | 14 июня 2013            | «Лучший иностранный фильм»                                     | «Джанго освобождённый»                                            | Победа    | [ 53 ]        |
| «Сатурн»                                             | 26 июня 2013            | «Лучший приключенческий фильм или боевик»                      | «Джанго освобождённый»                                            | Номинация | [ 54 ] [ 55 ] |
| «Сатурн»                                             | 26 июня 2013            | «Лучший дизайн костюмов»                                       | Шарен Дэвис                                                       | Номинация | [ 54 ] [ 55 ] |
| «Сатурн»                                             | 26 июня 2013            | «Лучший киноактёр второго плана»                               | Кристоф Вальц                                                     | Номинация | [ 54 ] [ 55 ] |
| «Сатурн»                                             | 26 июня 2013            | «Лучший сценарий»                                              | Квентин Тарантино                                                 | Победа    | [ 54 ] [ 55 ] |
| Награды кинокритиков Дублина                         | 18 декабря 2013         | «Лучший актёр»                                                 | Леонардо Ди Каприо                                                | Номинация | [ 56 ]        |
| Награды кинокритиков Дублина                         | 18 декабря 2013         | «Лучший фильм»                                                 | «Джанго освобождённый»                                            | Номинация | [ 56 ]        |
| Награды кинокритиков Дублина                         | 18 декабря 2013         | «Лучшая режиссура»                                             | Квентин Тарантино                                                 | Номинация | [ 56 ]        |
| Награды кинокритиков Дублина                         | 18 декабря 2013         | «Лучший сценарий»                                              | Квентин Тарантино                                                 | Номинация | [ 56 ]        |
| «Грэмми»                                             | 26 января 2014          | «Лучший компилятивный саундтрек для визуальных медиа»          | «Джанго освобождённый» — различные артисты                        | Номинация | [ 57 ]        |
| «Бодиль»                                             | 1 февраля 2014          | «Лучший фильм США»                                             | «Джанго освобождённый»                                            | Номинация | [ 58 ]        |
| «Сезар»                                              | 28 февраля 2014         | «Лучший иностранный фильм»                                     | «Джанго освобождённый»                                            | Номинация | [ 59 ]        |

## Комментарии
1. ↑  Даты вручения наград и проставления номинаций указаны в хронологическом порядке.